# Burzykowo
Burzykowo (deutsch Buslar) ist eine Dorfwüstung im Gebiet der Woiwodschaft Westpommern in Polen.

## Geographische Lage
Die Wüstung liegt in Hinterpommern, etwa 30 Kilometer südöstlich von Stettin und etwa 10 Kilometer südwestlich der Stadtmitte von Stargard (Stargard in Pommern). Die nächsten bewohnten Nachbarorte sind im Süden Dębica (Damnitz) und im Südosten Warnice (Warnitz). Ferner liegen in der Umgebung Wüstungen, und zwar im Nordwesten dicht beieinander Słotnica (Schlötenitz) und Ludwigsthal sowie im Südwesten Hufenitz.
Die Wüstung liegt am südwestlichen Rand des Geländes eines ehemaligen Militärflugplatzes. Dieses Gelände einschließlich der Fläche der Wüstung wurde inzwischen in die Stadtgemeinde Stargard eingemeindet.

## Geschichte
Das Dorf wurde urkundlich erstmals im Jahre 1305 erwähnt, damals unter dem Ortsnamen Busler. Im folgenden Jahr 1306 wurde es unter dem Ortsnamen Busselar genannt. Ferner erschien ab 1321 eine adlige Familie de Boslere in der Gegend. Auf der Lubinschen Karte von 1618 ist der Ort als Buslar verzeichnet.
Im Jahre 1306 war das Adelsgeschlecht Massow in Buslar begütert. Ab dem 14. Jahrhundert erschienen die Familien von Hagen, Borcke (Borkonen), Mildenitz, von der Zinnen und Prechel, ab 1580 die Familie von Hindenburg, urkundlich 1608 und 1618 nachgewiesen. Die genannten Familien hatten wohl jeweils nur Anteile von Buslar – lange Zeit wurden drei Anteile unterschieden – in ihrem Besitz gehabt.
Im 18. Jahrhundert kaufte Thomas Heinrich von Quickmann, Hofrat und Direktor des Kriminal-Kollegiums zu Stettin, die drei Anteile stufenweise zusammen. Der Beamte erwarb auch weiteren Besitz in Vorpommern.
Ein weiterer Anteil von Buslar hatte eine außergewöhnliche Geschichte. Er wurde 1389 von den pommerschen Herzögen Swantibor III. und Bogislaw VII. an einen Henning Stolpe, Bürger in Stargard, verkauft. Henning Stolpe hatte an der Stargarder Marienkirche einen Altar gestiftet und bestimmte die Einkünfte dieses Anteils von Buslar zum Erhalt dieses Altars und für die Messen, die dort gelesen werden sollten. In der Reformation blieb die Stiftung erhalten, diente nun aber anderen Zwecken. Im Jahre 1721 wurde der Anteil schließlich an einen Privatmann verkauft und der Kaufpreis als Kapital der Stiftung eingesetzt.
In Ludwig Wilhelm Brüggemanns Ausführlicher Beschreibung des gegenwärtigen Zustandes des Königlich-Preußischen Herzogtums Vor- und Hinterpommern (1784) wurde Buslar unter den adeligen Gütern des Pyritzschen Kreises aufgeführt. Damals gab es in dem Dorf insgesamt 39 Haushaltungen („Feuerstellen“). Es wurden zwei Gutsanteile unterschieden. Zum größeren Anteil Buslar (a), der aus drei früheren Anteilen entstanden war, gehörten drei Vorwerke, also Gutsbetriebe, eine Windmühle, ein Bauer, ein Kossät und eine Schmiede. Daneben bestand der kleinere Anteil Buslar (b), der der ursprünglich 1389 von Henning Stolpe gekaufte Anteil war. Ferner gab es in Buslar eine Kirche mit einem Prediger und einen Küster.
Nach dem Tode des Gutsbesitzers Thomas Heinrich von Quickmann im Jahre 1779 gehörte das Gut zunächst für einige Jahre dessen Erben. Danach begann eine verwickelte Besitzgeschichte, in der das Gut auch zeitweise in den alten Herrenhof und den neuen Herrenhof geteilt war. Unter den Besitzern war zeitweise der Oberregierungsrat Hermann Dumrath (* 1818; † 1906).
In Heinrich Berghaus’ Landbuch des Herzogtums Pommern (1868) erschien Buslar als zwei Rittergüter in einer Hand unter den ländlichen Ortschaften im ritterschaftlichen Kreis Pyritz.
Im Jahre 1910 zählte der Gutsbezirk Buslar 281 Einwohner. Später wurde er in die benachbarte Gemeinde Warnitz eingemeindet. 1914 war Richrad Seidler Gutseigentümer, Gesamtgröße 750 ha. Der Gutsherr hatte eine große Schafszucht und betrieb Viehwirtschaft. Zum Gut gehörten 6 ha Wald. 1939bestand das Rittergut noch aus 682 ha. Besitzer war Regierungsrat a. D. Alfred Seidler.
Vor 1945 lag Buslar als Teil der Landgemeinde Warnitz im Kreis Pyritz der preußischen Provinz Pommern. Nach dem Zweiten Weltkrieg kam Buslar, wie ganz Hinterpommern, an Polen. Es erhielt den polnischen Ortsnamen Burzykowo. Der Ort liegt heute wüst.

## Verkehr
Südlich der Wüstung verläuft die Bahnstrecke Stargard Szczeciński–Godków (Bahnstrecke Stargard–Jädickendorf) mit dem Bahnhof Warnice Dębica (Warnitz-Damnitz).

## Persönlichkeiten: Söhne und Töchter des Ortes
- Ulrich Dumrath (1851–1921), deutscher Verwaltungsbeamter und Rittergutsbesitzer in Hannover, Mitglied des Preußischen Abgeordnetenhauses